# Wendy Benson
Wendy Benson-Landes, gebürtig Wendy Benson (* 8. Juli 1971 in New York City, New York), ist eine US-amerikanische Schauspielerin.

## Leben
Wendy Benson ist die Tochter des bekannten schottischen Fotografen Harry Benson und die Schwester der ebenfalls als Schauspielerin tätigen Tessa Benson.
Nach der Highschool studierte sie an der Royal Academy of Dramatic Arts am Eugene-O’Neill-Center Schauspiel.
Es folgten zahlreiche Gastrollen in US-amerikanischen Fernsehserien. So war sie beispielsweise 1993 in 2 Episoden von Beverly Hills, 90210 in der Rolle der Darla Hanson zu sehen. Weitere Beispiele sind Clueless – Die Chaos-Clique und Immer wieder Jim.
Ihre größte Bekanntheit in Deutschland erlangte Benson jedoch durch die Darstellung der Barbara Caufield in der Sitcom Auf schlimmer und ewig. In der Serie verkörpert sie in 24 Episoden die ständige Konkurrentin der adretten Tiffany Malloy, gespielt von Nikki Cox, und das Objekt der Begierde für deren Bruder Ryan Malloy, gespielt von Kevin Connolly.
Seit dem 21. Oktober 2000 ist sie mit dem Schauspieler Michael Landes verheiratet, mit dem sie zwei gemeinsame Kinder hat.

## Filmografie (Auswahl)
- 1996: Secret Service Guy (Fernsehserie, 7 Episoden)
- 1997–1999: Auf schlimmer und ewig (Unhappily Ever After, Fernsehserie)
- 1997: Wes Craven’s Wishmaster (Wishmaster)
- 1998: Geklonte Zukunft (Brave New World, Fernsehfilm)
- 1998: Jagd auf Marlowe (Where's Marlowe?)
- 2000: Tod in großen Scheinen (Luck of the Draw)
- 2003: Beacon Hill
- 2005: The Inner Circle
- 2010: Burlesque

### Gastauftritte
- 1993: Beverly Hills, 90210
- 1993: California Dreams
- 1996: Akte X – Die unheimlichen Fälle des FBI (The X-Files, Episode 3x13 Energie)
- 1997: Clueless – Die Chaos-Clique (Clueless)
- 1999: Charmed – Zauberhafte Hexen (Charmed)
- 2001: Special Unit 2 – Die Monsterjäger (Special Unit 2)
- 2002: JAG – Im Auftrag der Ehre (JAG)
- 2007–2008: Ugly Betty (2 Episoden)
- 2009: Immer wieder Jim (According to Jim, Episode 8x14 Happy Jim)
- 2011: CSI: Miami (Episode 9x14 Stoned Cold)
- 2010–2011: Desperate Housewives (4 Episoden)
- 2012: Castle (Episode 4x11 Til Death Do Us Part)
- 2013: Touch (2 Episoden)
- 2013: Mad Men (2 Episoden)
- 2019: Schatten der Leidenschaft (The Young and the Restless, 4 Episoden)
- 2019: Grey’s Anatomy (Episode 16x01)